# Liste der Monuments historiques in Ludon-Médoc
Die Liste der Monuments historiques in Ludon-Médoc führt die Monuments historiques in der französischen Gemeinde Ludon-Médoc auf.

## Liste der Bauwerke
| Bezeichnung       | Beschreibung              | Standort | Kennzeichnung | Schutzstatus | Datum | Bild           |
| ----------------- | ------------------------- | -------- | ------------- | ------------ | ----- | -------------- |
| Schloss Agassac   |                           | (Lage)   | PA33000171    | Inscrit      | 2013  | weitere Bilder |
| Schloss Bacalan   | Erbaut im 18. Jahrhundert | (Lage)   | PA00132529    | Inscrit      | 1994  |                |
| Schloss La Lagune |                           | (Lage)   | PA33000149    | Inscrit      | 2011  |                |

## Liste der Objekte
- Monuments historiques (Objekte) in Ludon-Médoc in der Base Palissy des französischen Kultusministeriums